# Mont-de-Marsan
Mont-de-Marsan är en kommun i departementet Landes i regionen Nouvelle-Aquitaine i sydvästra Frankrike. Kommunen är chef-lieu för 2 kantoner som tillhör arrondissementet Mont-de-Marsan. År 2022 hade Mont-de-Marsan 31 455 invånare. Mont-de-Marsan är vänort med Alingsås i Sverige.

## Befolkningsutveckling
Antalet invånare i kommunen Mont-de-Marsan
Referens:INSEE

## Galleri

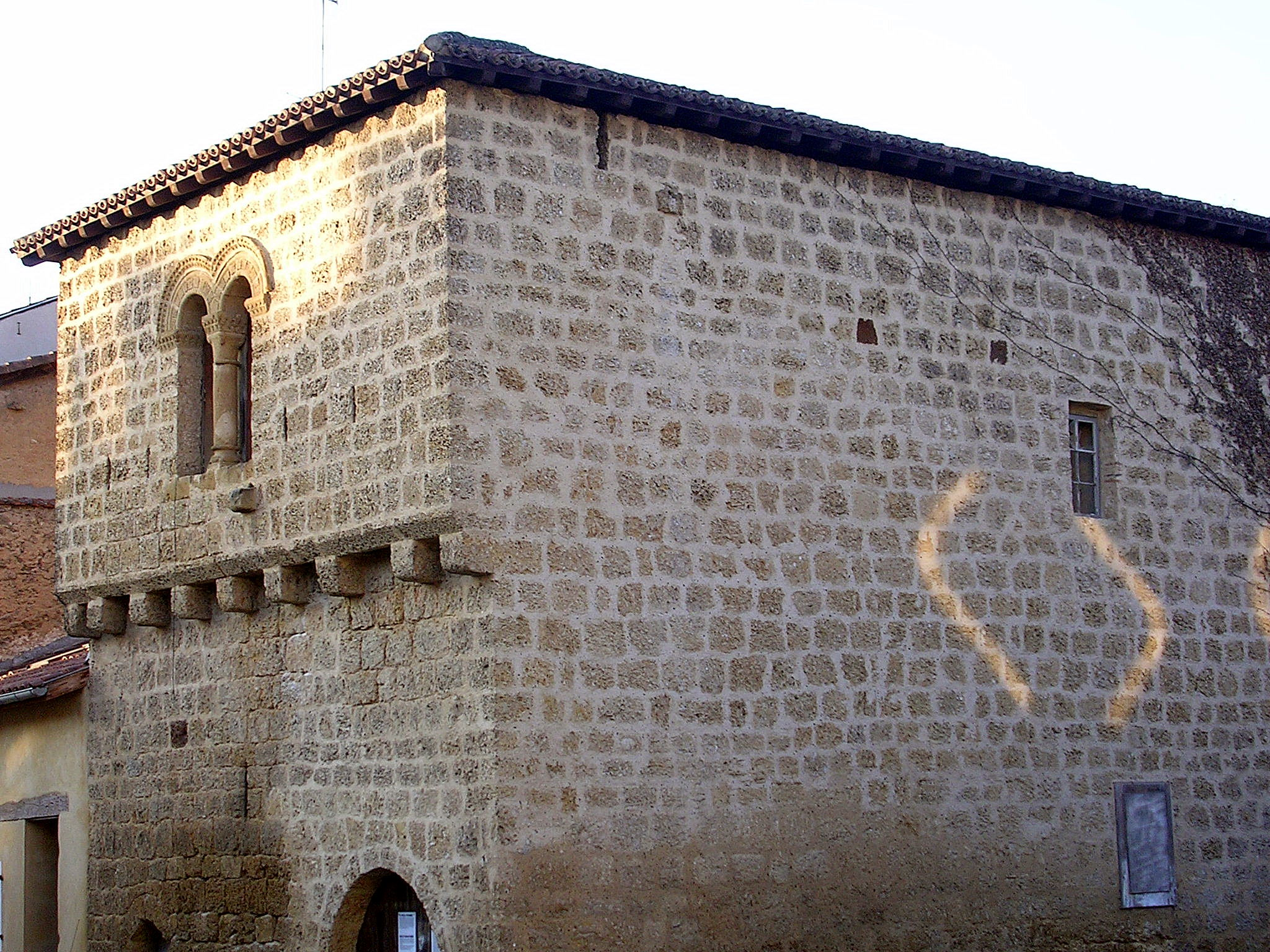
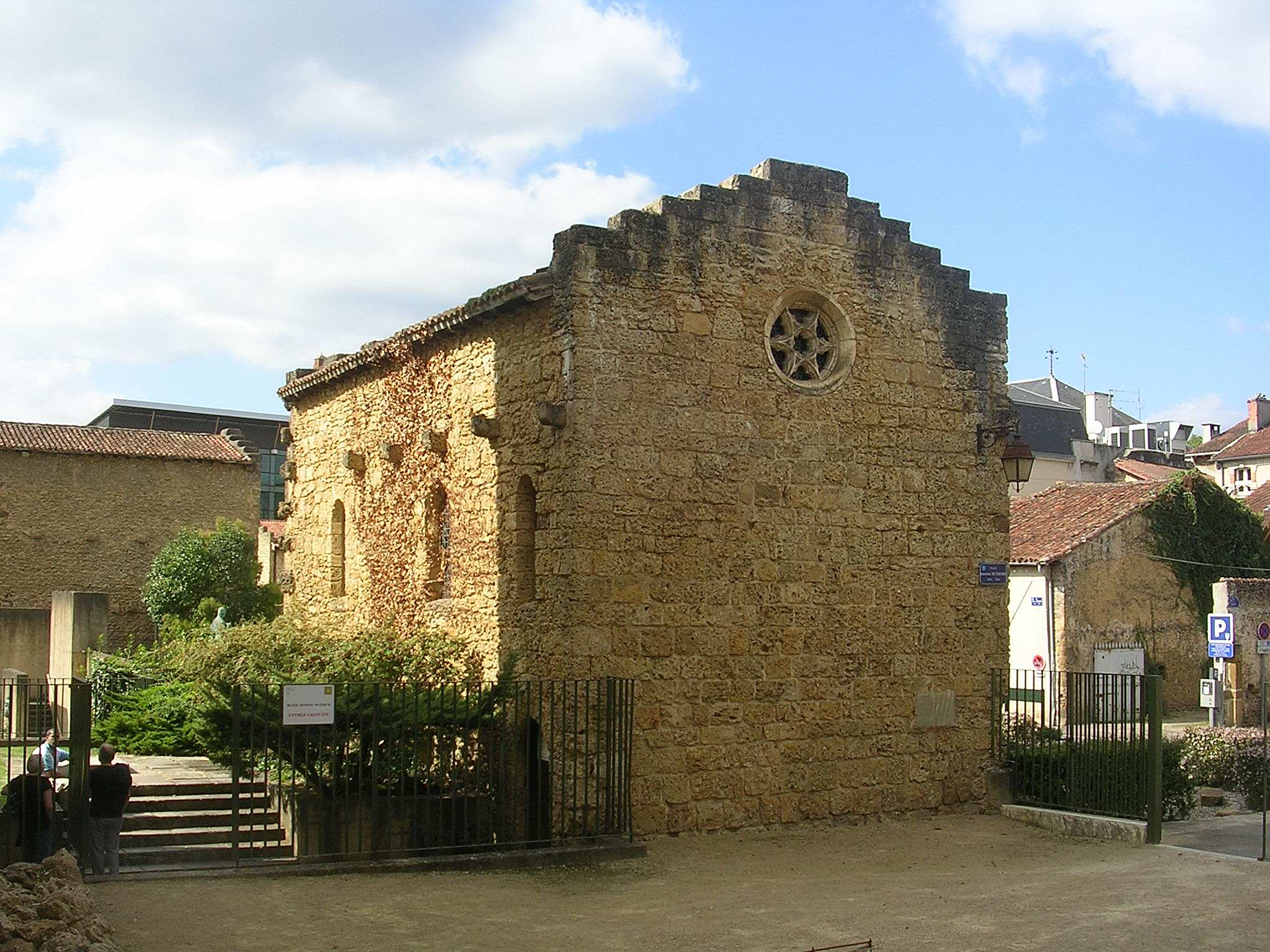
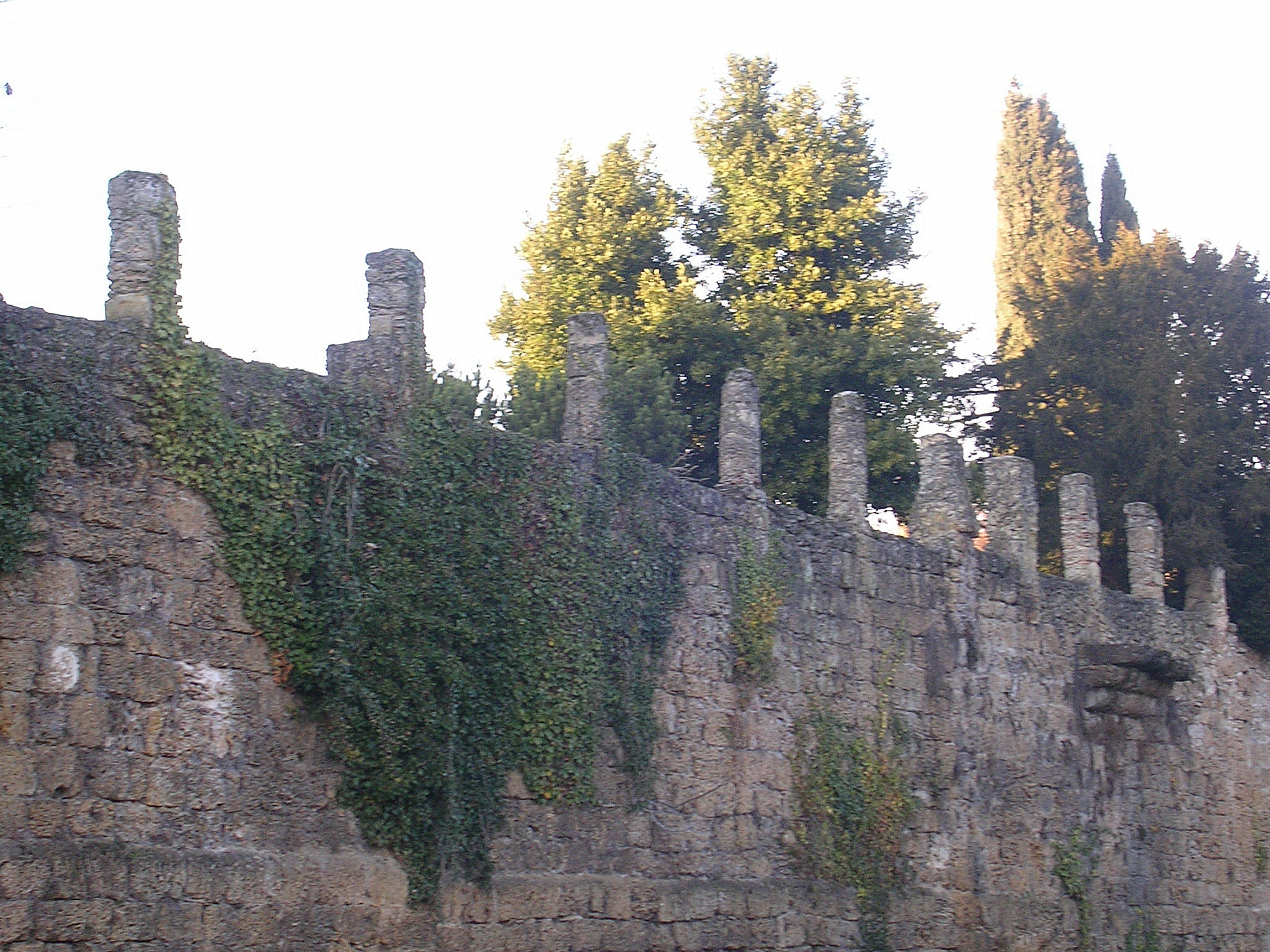
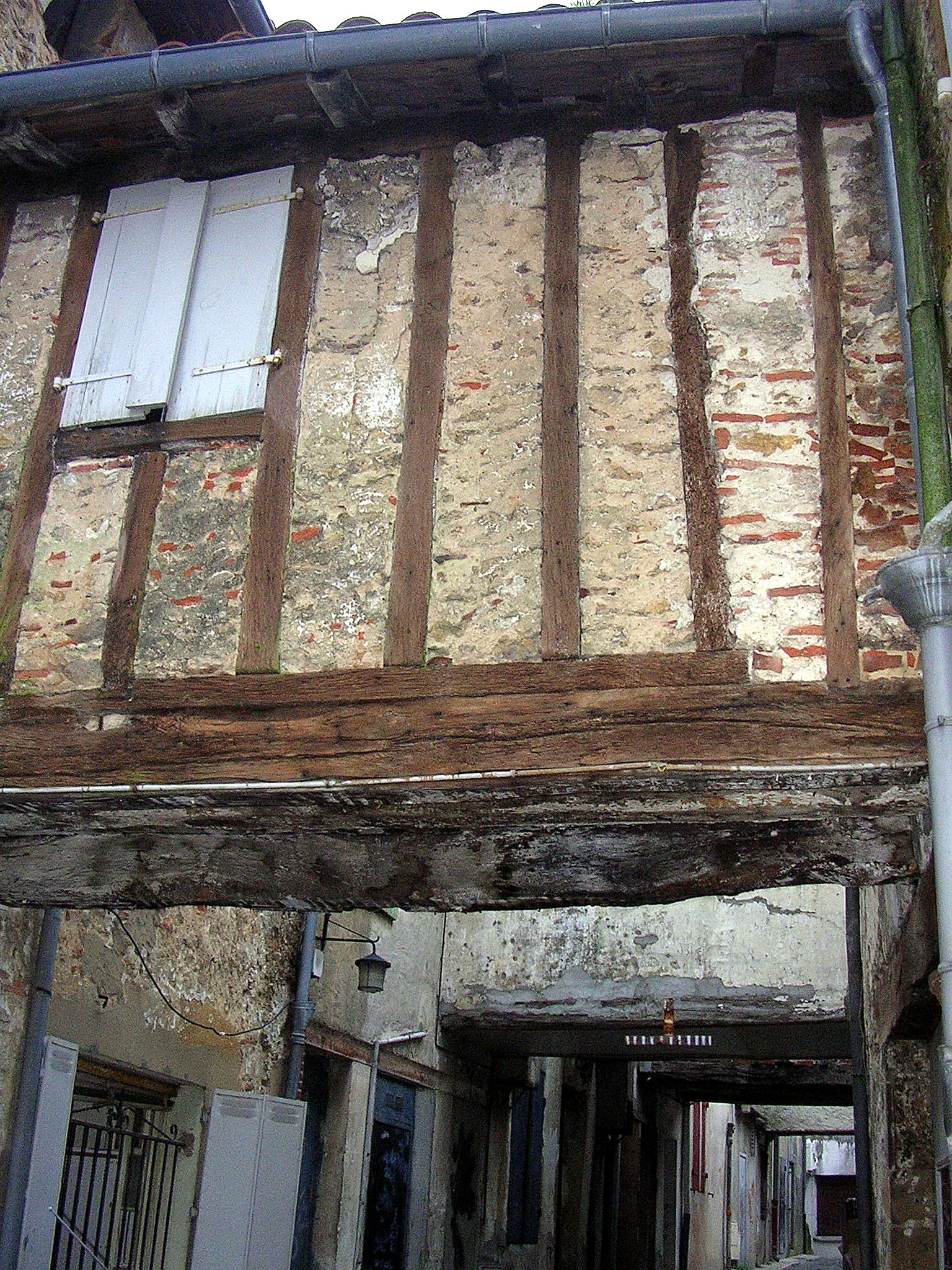
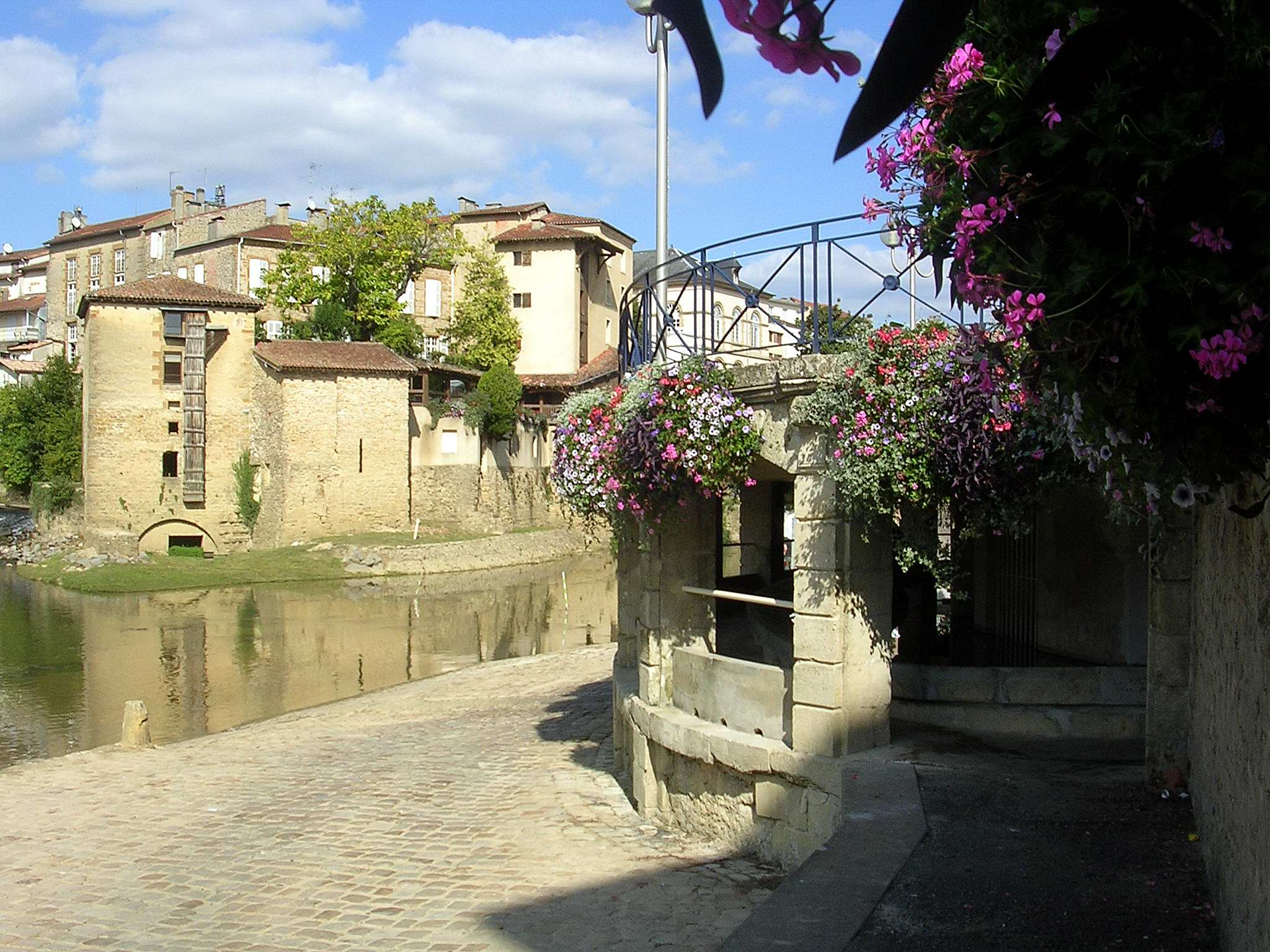
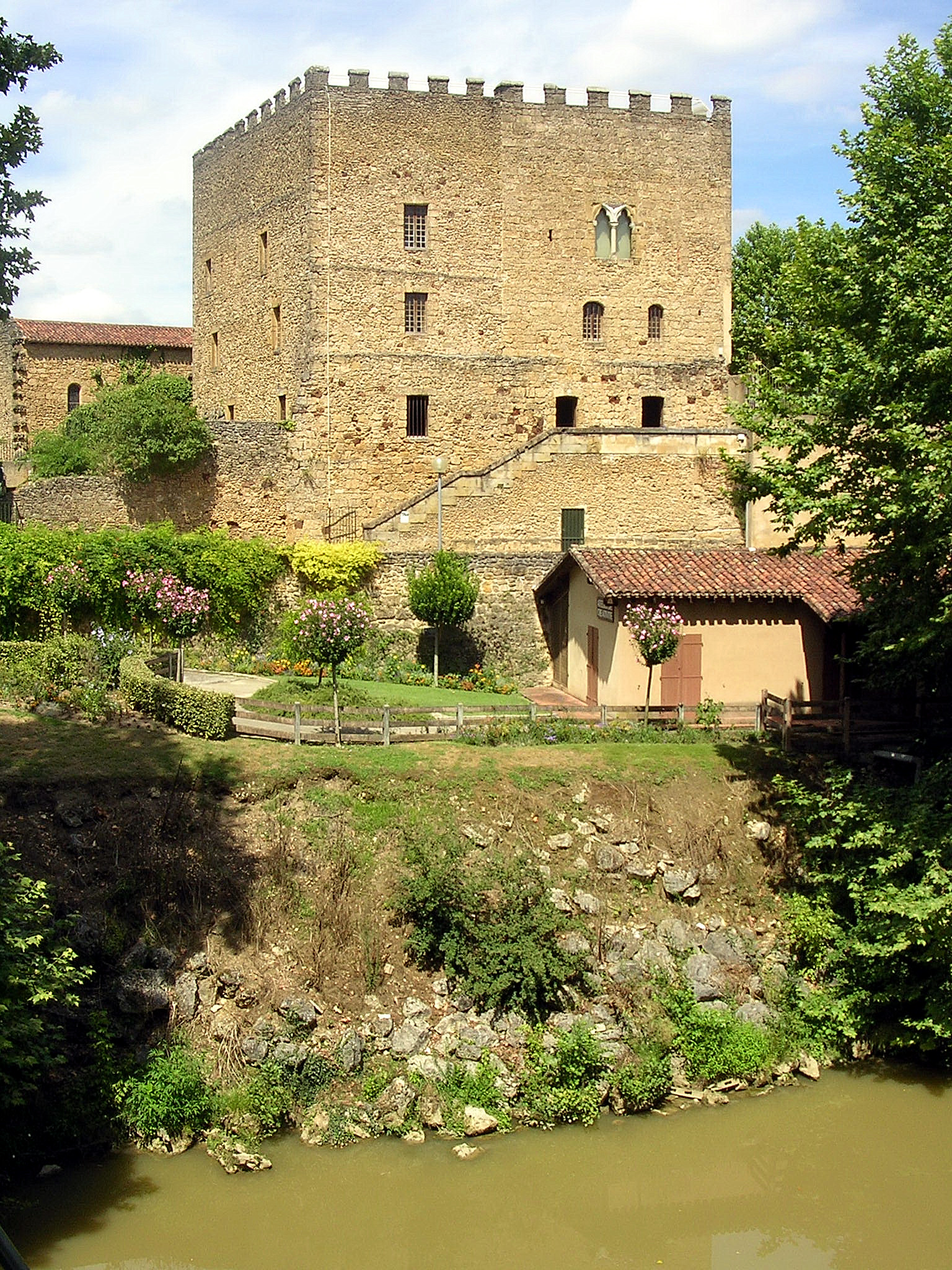